# Gabriel Metsu

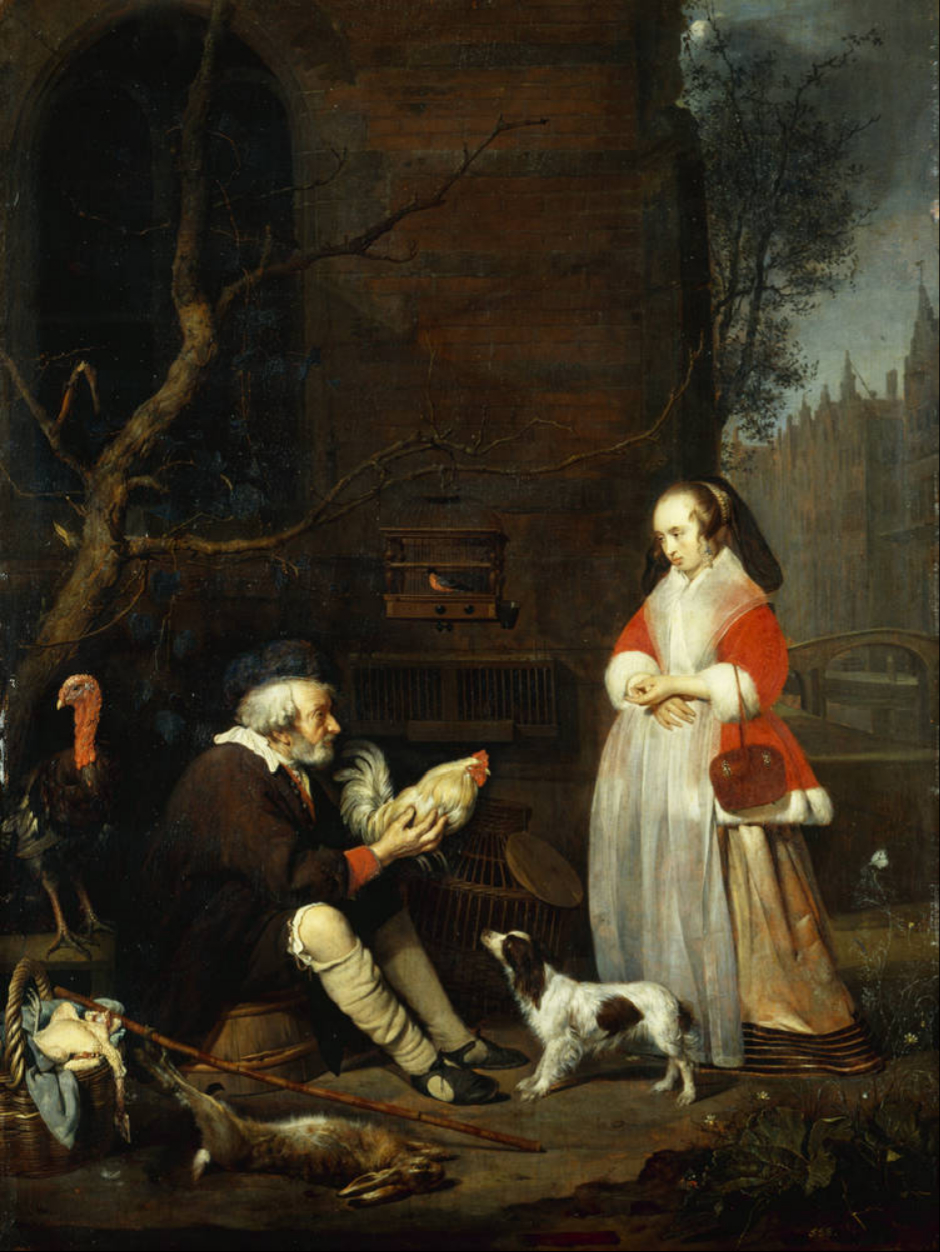
Gabriel Metsu, El venedor d'aviram

Gabriel Metsu (Leiden, gener de 1629 - Amsterdam, enterrat el 24 d'octubre de 1667), va ser un pintor neerlandès que va viure a Leiden la major part de la seua vida. Era fill del pintor flamenc Jacques Metsu (c.1588-1629), qui també va passar la major part de la seua vida a Leiden, on es va casar tres vegades. El darrer d'aquests casaments va tenir lloc l'any 1625, amb Jacomijntje Garniers, viuda d'un altre pintor i amb tres fills d'aquell matrimoni, i que va ser la mare de Gabriel.

## Vida
Segons Houbraken Metsu va estudiar amb Gerard Dou, tot i que les seues primeres obres fan dubtar d'aquesta afirmació. Va rebre la influència de pintors de Leiden, com ara Jan Steen i Jan Lievens.
Metsu va ser dels primers pintors a ésser registrats en el gremi de pintors de Leiden; i els llibres d'aquesta institució són testimoni que continuava sent-ne membre l'any 1649. El 1650 va ser baixa, i les seues obres datades l'any 1653 donen pistes que potser ja s'havia traslladat a Amsterdam. Abans d'anar a Amsterdam va estudiar a Utrecht amb Jan Baptist Weenix i Nicolaus Knüpfer.
A Amsterdam va viure en un carreró de Prinsengracht. Arran d'una discussió amb un veí es va traslladar a una casa junt a un canal, prop del lloc on se celebrava un mercat diari de verdures. Es va casar l'any 1658 amb Isabella de Wolff, filla d'un terrissaire i d'una pintora (germana de Pieter de Grebber). Al voltant de l'any 1661 Metsu va guanyar la protecció del comerciant de teixits d'Amsternam Jan J. Hinlopen, i va pintar la seua família més d'una vegada. Després de la mort de Metsu, la seua viuda va anar a viure amb sa mare a Enkhuizen.

## Obres
Una de les seues obres més primerenques és el Llàtzer que actualment es troba al Museu d'Estrasburg, pintat sota la influència de Jan Steen. Influït per Rembrandt va realitzar la Dona sorpresa en adulteri, un gran quadre datat l'any 1653, que es troba al Museu del Louvre. Al mateix període pertany la Partida d'Agar, actualment a la Col·lecció Thore i L'ofrena de la viuda pobra a la Galeria de Schwerin. Probablement es va adonar que l'art religiós no era el més adequat al seu temperament, o bé va pensar que hi havia massa competència, i va girar-se cap a altres temes per als quals estava més dotat. El fet que quedara corprès per la vivacitat i la gosadia de la tècnica de Frans Hals queda palès en el seu quadre Dones a la pescateria.
Amb un èxit sorprenent, Metsu va saber combinar amb meravellosa versatilitat les escenes populars de la taverna o el mercat amb la representació de les classes benestants i la seua vida social. En aquest sentit, les lliçons de Rembrandt sembla que van influir-lo pregonament. Els mateixos principis de tractament de la llum i l'ombra que hom aprecia a la seua obra d'acadèmia Dona sorpresa en adulteri van ser aplicats a temes de naturalesa considerablement diferent. Un grup en una sala de recepció, una sèrie de grups en la plaça del mercat, o una figura aïllada en la penombra d'una taverna o una sala, van ser tractats amb la major de les fortunes pel que fa a la gradació de la llum, la calidesa tonal que impregna cada element i, en definitiva, l'estudi de les textures, arribant a igualar les fites aconseguides en aquest terreny per Ter Borch o Gerard Dou, o bé, en l'acabat i el vigor, per De Hooch.

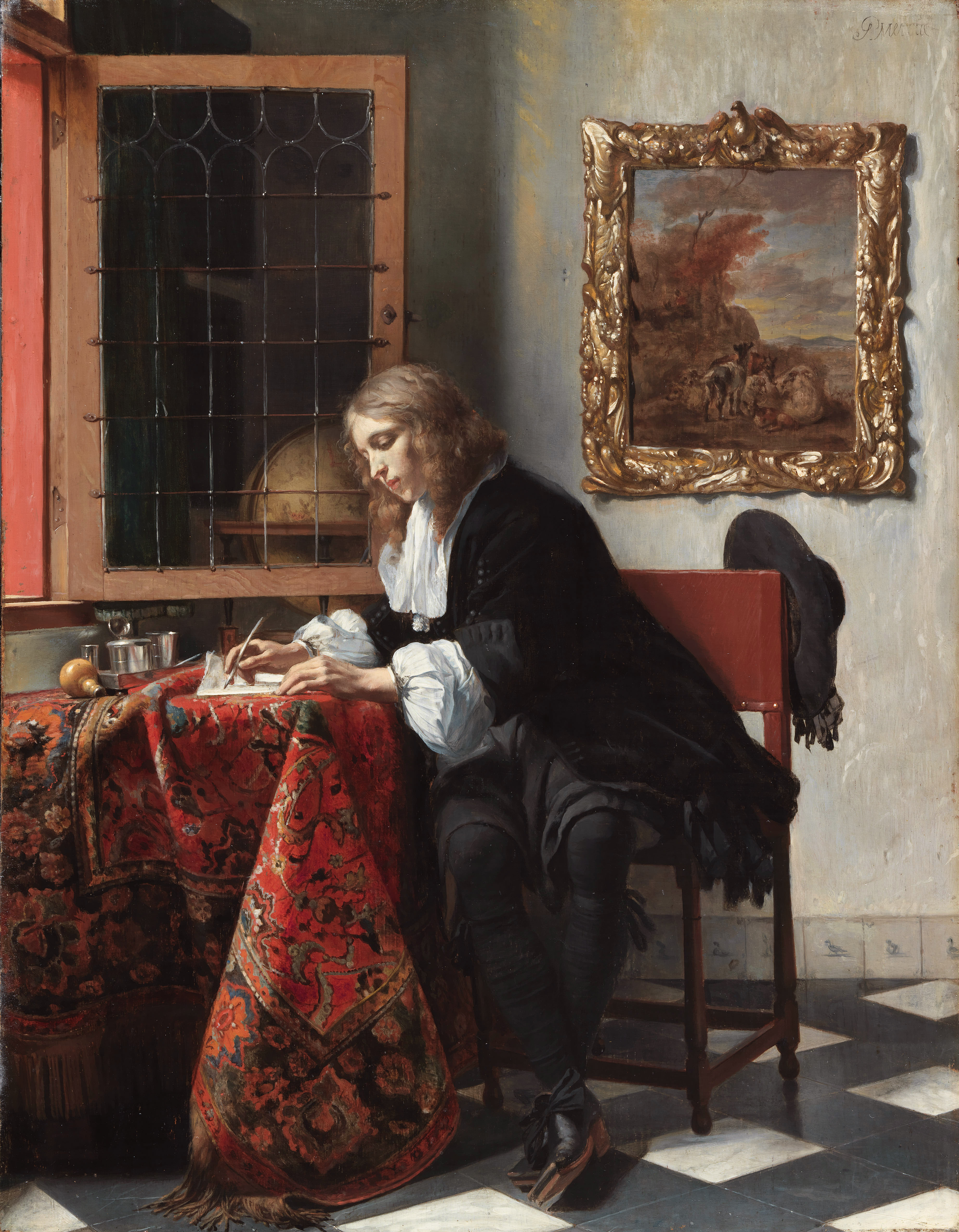
Gabriel Metsu, Home escrivint una carta (1662-1665), Oli sobre llenç, National Gallery of Ireland, Dublin

Una de les seues millors obres de maduresa és La plaça del mercat d'Amsterdam, al Louvre, respecte a la qual és difícil distribuir els elogis en la correcta proporció, perquè es tracta d'una obra excel·lent des de diversos punts de vista: el moviment característic i l'acció del dramatis personae, l'elecció dels rostres, l'expressió i els gestos, i la textura dels elements representats. Igualment excel·lents, però anteriors, són el Caçador (datat el 1661) i la Taverna (també de 1661) als museus de la Haia i de Dresden respectivament, així com El venedor d'aviram, també a Dresden, amb la signatura del pintor i la data de 1662.
Entre les cinc obres del pintor a la Wallace Collection hi ha El gat lleonat i El caçador adormit, aquesta darrera un exemple de tècnica admirable. Entre les seues representacions de la vida domèstica cal esmentar El dinar del Museu Hermitage de Sant Petersburg; la Mare tenint cura del seu infant malalt al Rijksmuseum d'Amsterdam; els Músics afeccionats de la Galeria de la Haia; el Duet i la Lliçó de música a la National Gallery de Londres i molts més exemples en els principals museus d'Europa.

## Galeria

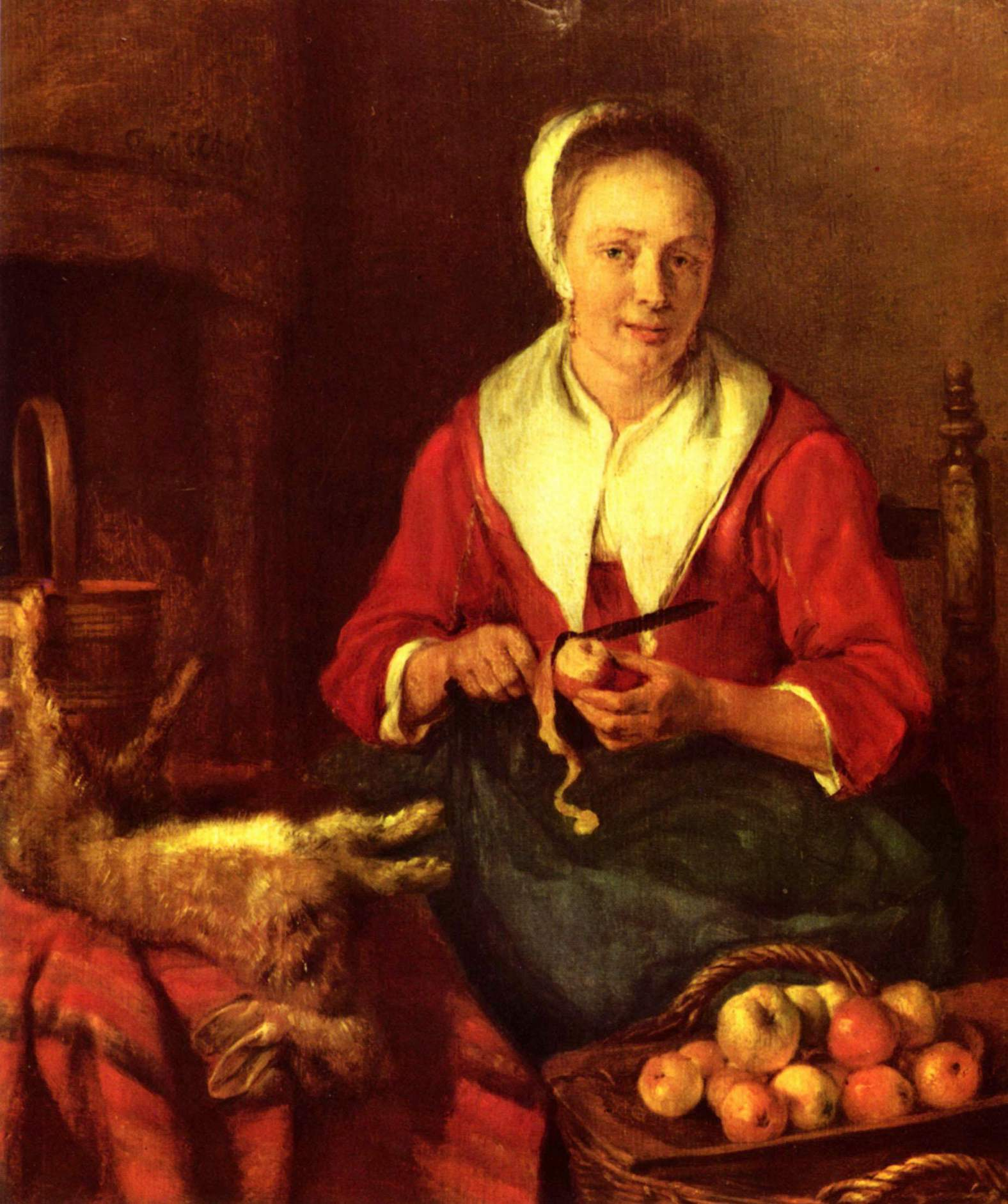
La peladora de pomes
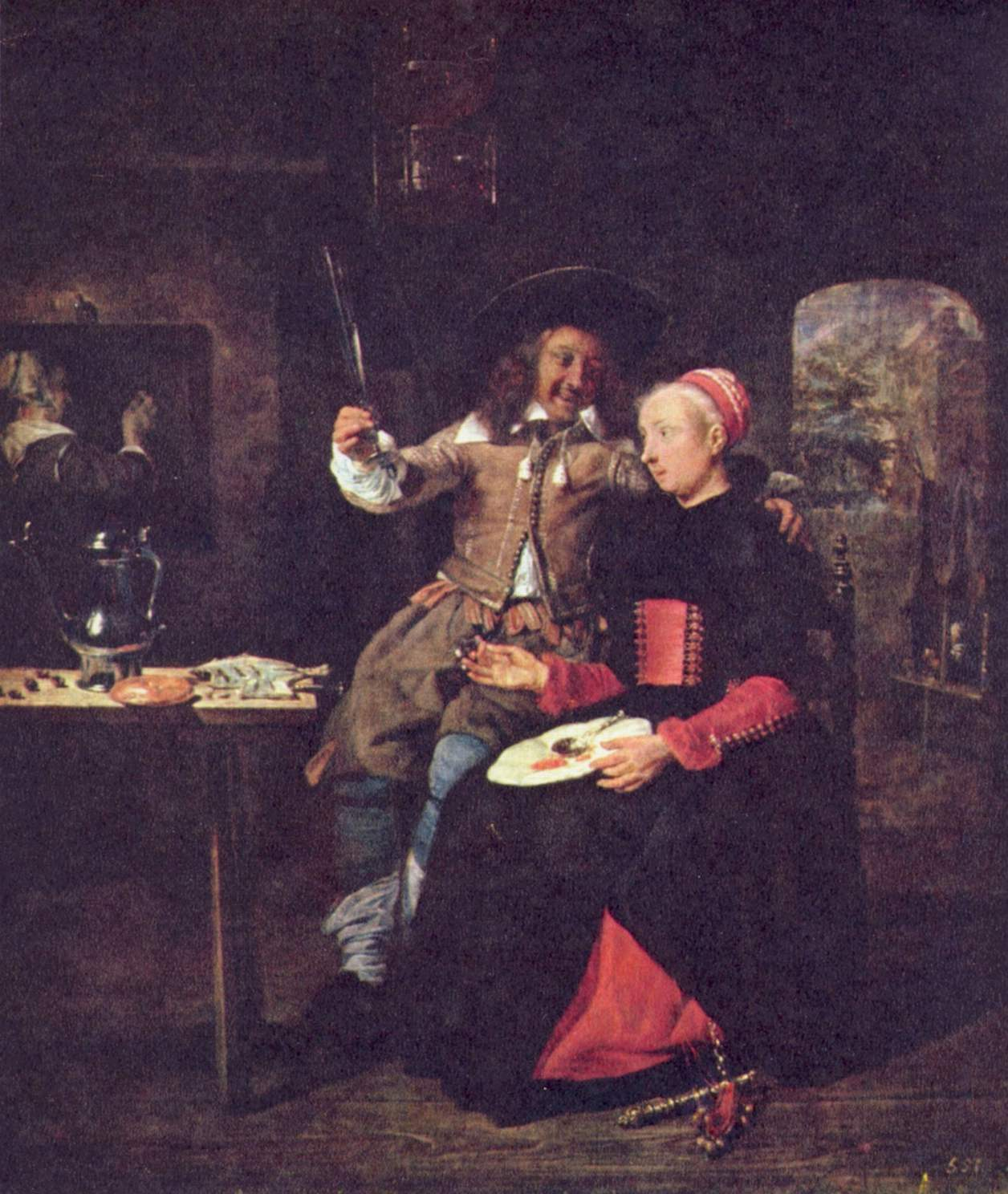
Parella desdejunant
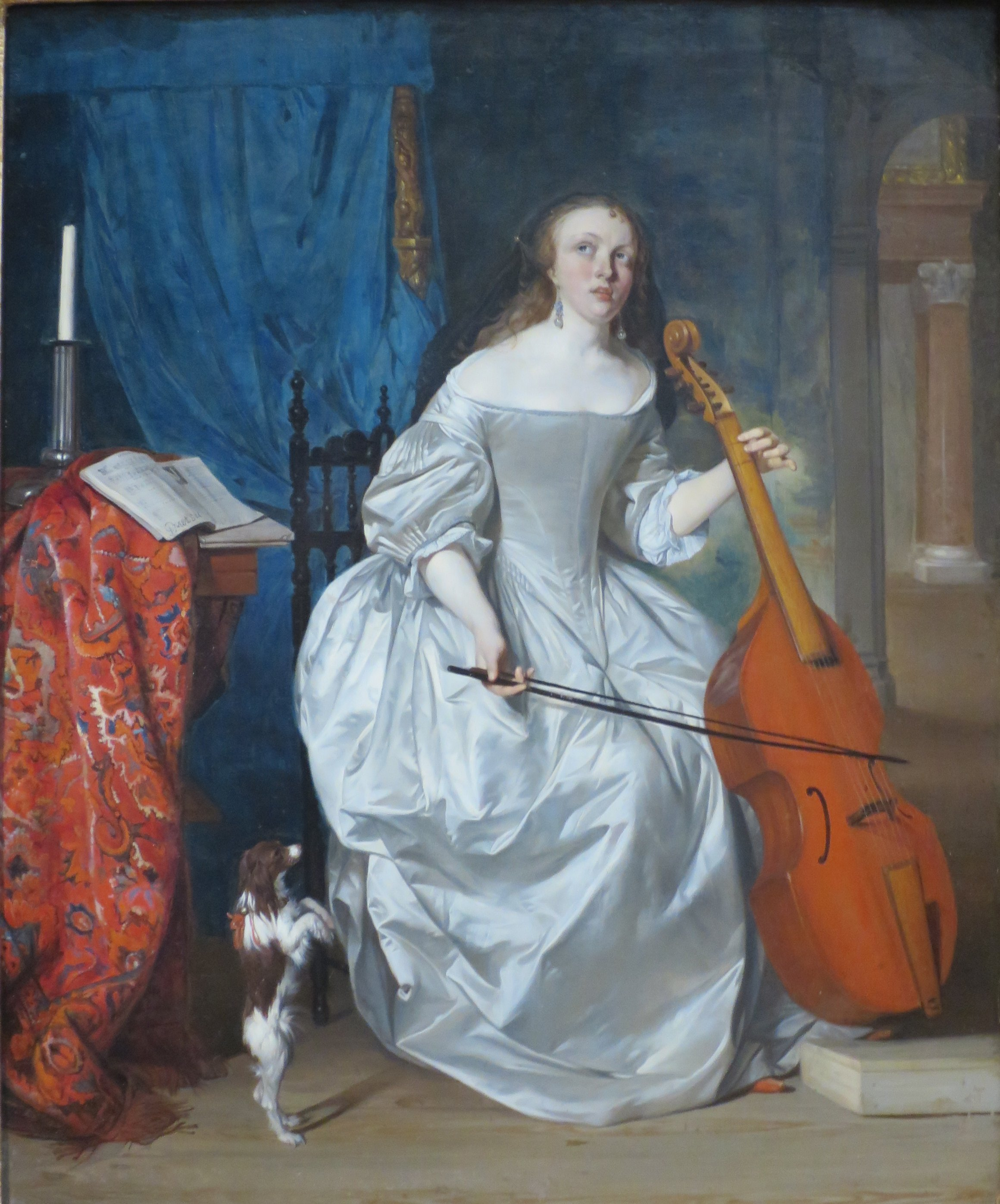
Dona tocant la Viola de Gamba, 1663